# شعار مصر
شعار مصر، أي شعار جمهورية مصر العربية بحسب القانون وهو عبارة نسر مصري زخرفي مضموم الجناحين باللونين الذهبي والأبيض، ويتوسط صدره درع عليه أشرطة رأسية تُمثّل علم مصر.
والنسر كان رمزاً للدولة الأيوبية منذ عهد السلطان صلاح الدين الأيوبي، ويرمز إلى الانتصارات العربية. وينظر النسر ناحية يمينه للدلالة على الأخذ باليمين أو التيمن وهو مرفوع الرأس.

## تاريخ

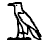
الحرف الأول من الأبجدية الهيروغليفية المصرية كان النسر المصري.

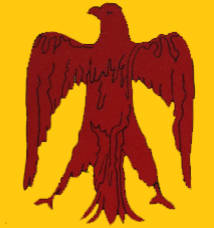
نسر صلاح الدين.

لطالما كانت النسور، على مدى آلاف السنين، رموزًا للقوة في مصر، وقد ظهرت في عدد لا يُحصى من الأعمال الفنية التعبدية والسياسية منذ العصر الفرعوني، كما استُخدمت شعاراتٍ شعائرية من قبل الحكام الوثنيين والمسيحيين والمسلمين حتى العصور الوسطى. وكان أبرز هؤلاء صلاح الدين الأيوبي، الذي اتخذ النسر شعارًا شخصيًا له عند تتويجه سلطانًا على مصر عام 1174. وقد واصل الحكام المصريون اللاحقون، سواء من الدولة الأيوبية التي أسسها، أو من الطبقة العسكرية المملوكية التي خلفته، استخدام النسر نفسه.
أدى المكانة الرفيعة التي نالها صلاح الدين بوصفه القائد الذي استعاد القدس من الصليبيين،
```
وكان شعاره 
نسر أحمر
 الذي يرمز إلى القوة والانتصار على الأعداء، خصوصاً عندما كانت 
مصر
 تحارب 
الصليبيين
 في ذلك العهد. إلى أن يُصبح النسر الذي يحمل اسمه رمزًا للنهضة 
القومية المصرية
 
والقومية العربية
 منذ أواخر القرن التاسع عشر، حتى أصبح شعارًا 
لثورة 1952 المصرية
.
[
5
]
 وقد نقش ثوار 
حركة الضباط الأحرار
 بقيادة 
محمد نجيب
 
وجمال عبد الناصر
 على صدر النسر خلفية خضراء مع والهلال والنجوم البيضاء التي كانت في علم 
المملكة المصرية
، والنسر كان ينظر إلى اليمين كدليل على التيمن، ووضعوا النسر في وسط الأشرطة الأفقية الحمراء والبيضاء والسوداء لعلم التحرير العربي، رمز الثورة.
[
5
]
 وبهذا، جمعوا بين الألوان 
العربية الأربعة
: الأحمر والأبيض والأسود والأخضر، المستمدة من خلفاء 
الراشدين
 
والأمويين
 
والعباسيين
 
والفاطميين
 في 
المدينة
 
ودمشق
 
وبغداد
 
والقاهرة
 على التوالي.
[
6
]
```

بالإضافة إلى كونه أحد الألوان القومية العربية الأربعة، واللون الغالب في العلم الأهلي: علم مصر والسودان الملكي القديم، فقد ارتبط اللون الأخضر بقوة بالحركة القومية في مصر، خاصة بسبب استخدامه في راية ثورة 1919. ونظرًا لأن ثورة 1952 كانت ملتزمة صراحةً بالقومية المصرية والعربية معًا، فقد أصر محمد نجيب وجمال عبد الناصر على إدراج اللون الأخضر في شعار الثورة المصرية وعلمها الوطني.
عند اتحاد مصر مع سوريا لتشكيل الجمهورية العربية المتحدة عام 1958، اعتمد النسر شعاراً للدولة الجديدة، وتمّ تعديل مظهر نسر صلاح الدين، حيث استُبدل الحقل الأخضر الملكي والهلال والنجوم البيضاء على صدر النسر بدرع يحمل علم الجمهورية العربية المتحدة وقد دُوّر رأسيًا، ويتوسطه شريطان أبيضان بداخلهما نجمتان خضراوان ترمزان إلى الدولتين المكوّنتين للاتحاد، حيث أن النجمة العليا تمثل الإقليم السوري الشمالي والنجمة السفلى تمثل الإقليم المصري الجنوبي. كما وُضع في مخالب النسر اسم الدولة الرسمي "الجمهورية العربية المتحدة" مكتوبًا على شريط أخضر، مما أضاف مرة أخرى اللون الأخضر إلى الشعار الوطني. وبينما استُبدل النسر في مركز علم التحرير العربي بالنجمتين الخضراوين، إلا أن مكانته كشعار للدولة جعلته يظهر على جميع المباني الرسمية والوثائق والزي الرسمي. وظل هذا الشعار رسمياً لمصر حتى بعد انفصال سوريا عام 1961،
عندما انضمت مصر إلى اتحاد الجمهوريات العربية عام 1972 خلال رئاسة أنور السادات، تم استبدال نسر صلاح الدين بالكامل من شعار مصر بـ صقر قريش الذهبي الناظر جهة اليسار للدلالة على قوة الاتحاد بين البلدان الثلاث، والذي حل كذلك محل النجمتين الخضراوين في مركز العلم الوطني. وقد سعى السادات في رموزه وسياساته إلى الابتعاد عن نهج سلفه جمال عبد الناصر، مما أدى إلى تبني شعار جديد وعلم معدّل، خاليين من اللون الأخضر. إلا أن الاتحاد لم يدم طويلًا، وانحل في عام 1977. واغتيل السادات نفسه عام 1981، ظل شعاراً لـمصر حتى بعد تفكك الاتحاد حتى عام 1984، واتخذته سوريا وليبيا كشعارين لهما أيضاً حتى الوقت الحاضر.
في عام 1984 في عهد الرئيس حسني مبارك، أُعيد اعتماد نسر صلاح الدين شعارًا رسميًا لمصر؛ ولا يزال كذلك حتى الآن، حيث أُعيد وضع النسر في الشريط الأبيض الأوسط من العلم الوطني. وقد بقي مظهر النسر عند إعادة اعتماده مشابهًا لإصدار عام 1958، مع الفارق أنه أصبح مرسومًا بالكامل باللونين الذهبي والأبيض، باستثناء الدرع على صدر النسر، الذي لا يزال يحمل الأشرطة الرأسية بالألوان الحمراء والبيضاء والسوداء لعلم مصر، مع الاختلاف في الكتابة في قاعدة الشعار، حيث أصبحت «جمهورية مصر العربية» بدلاً من «الجمهورية العربية المتحدة» مكتوبة بالخط الكوفي، وأصبح الشعار يوضع في وسط العلم المصري ذو لون ذهبي،
وقد نص القانون على تلك التعديلات:
| شعار مصر | باسم الشعب رئيس الجمهورية قرر مجلس الشعب القانون الآتي نصه، وقد أصدرناه: مادة 1: يتمثل شعار جمهورية مصر العربية في شكل نسر زخرفي، مأخوذ عن "نسر صلاح الدين الأيوبي" وقد وقف مرتكزاً على قاعدة كُتِب عليها بالخط الكوفي "جمهورية مصر العربية"، كما نقش فوق صدره درع يمثل علم الجمهورية وذلك وفقاً للنموذج رقم (1) المرفق بهذا القانون. صدر برئاسة الجمهورية في (7 المحرم سنة 1405)الموافق (2 أكتوبر سنة 1984) | شعار مصر |

ونتيجة لذلك، أصبحت التعديلات التي أجراها السادات على ألوان الشعار البلاد دائمة، ولم يَعُد اللون الأخضر الذي كان موجودًا في ثورتي 1919 و1952 جزءًا من التصميم الحالي لشعار مصر الوطني أو علمها.

## وصف الشعار
نسر صلاح الدين مطوّر بلون أصفر ذهبي رافعاً رأسه ناظراً ناحية اليمين للدلالة على الرفعة والإعتزاز، ويتخلل النسر اللون الأبيض في الفوراغ. يحمي صدره درع عليه الألوان الثلاثة الرئيسية المكونة لعلم مصر وترتيبهم من اليسار الأحمر والأبيض والأسود بشكل رأسي. أسفل الدرع يظهر ريش الذيل وساقيه المغطيان بالريش على الجانبين أسفل جناحين كبيرين. يرتكز النسر بمخالبه على قاعدة مزخرفة مكتوب فيها الاسم الرسمي لمصر وهو «جمهورية مصر العربية» بالخط الكوفي.

## شعارات سابقة

شعار خديوية مصر (1867 – 1914)
شعار السلطنة المصرية (1914-1923)
شعار المملكة المصرية (1923-1953)
شعار جمهورية مصر (1953-1958)
شعار الجمهورية العربية المتحدة (1958-1971)
شعار اتحاد الجمهوريات العربية (1972-1984)

## شعارات تتشابه مع شعار مصر الحالي

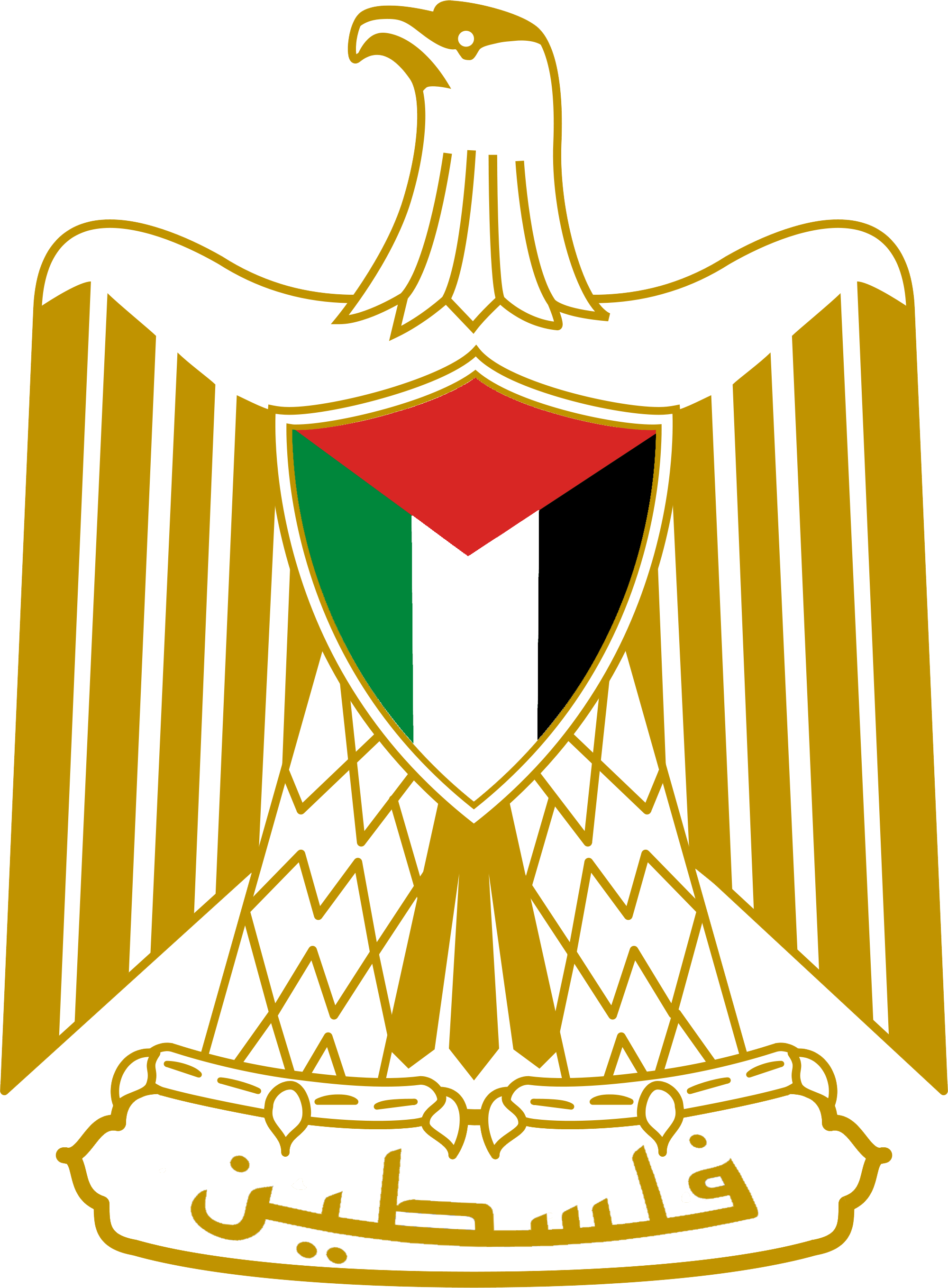
شعار دولة فلسطين
شعار السلطة الفلسطينية
شعار جمهورية العراق
شعار الجمهورية العراقية (2004-2007)
شعار الجمهورية العراقية (1991-2004)
شعار جمهورية اليمن الديمقراطية الشعبية (1970-1990)
شعار الجمهورية العربية اليمنية (1962–1966)
شعار الجمهورية العربية اليمنية (1966-1974)
شعار الجمهورية العربية الليبية (1969–1977)